# باريس تورز 1941
باريس تورز 1941 هو سباق دراجات هوائية، وهو الموسم رقم 35 من باريس تورز، وأقيم في 1941.
فاز بالمركز الأول بول مايي، وبالمركز الثاني Albert Goutal ‏، وبالمركز الثالث Pierre Cloarec ‏.

## الفائزون
| الترتيب | الفائز          |
| ------- | --------------- |
| الفائز  | بول مايي        |
| الثاني  | Albert Goutal ‏  |
| الثالث  | Pierre Cloarec ‏ |